# Kościół Matki Bożej Szkaplerznej w Czarnowie
Kościół pw. Matki Bożej Szkaplerznej w Czarnowie – rzymskokatolicki kościół parafialny w Czarnowie, w powiecie słubickim, w województwie lubuskim. Należy do dekanatu Kostrzyn w diecezji zielonogórsko-gorzowskiej.

## Historia
Parafia we wsi istniała w okresie średniowiecznym. Pierwotny kościół (remontowany w XVI wieku) nie zachował się do dziś. W 1824 strawił go pożar.
Obecny kościół jest murowany, a zbudowano go w latach 1826 -27 dla miejscowej społeczności protestanckiej. Wieża stoi na zachowanych pozostałościach pochodzących z XV wieku. Wieńczący wieżę hełm został tam umieszczony w 1927.
Po II wojnie światowej Czarnów był filią parafii w Słońsku. Erygowania parafii w Czarnowie dokonał biskup Wilhelm Pluta 3 października 1973.